# Donnchad Máel Na Mbó
Donnchad Máel Na Mbó (mort en 1006) est un roi d'Uí Cheinnselaigh de 996 à 1006 

## Origine
Donnchad Máel Na Mbó est le fils de Diarmait, roi d'Uí Cheinnselaig (mort en 996), il appartient au segment dynastique du Síl nOnchon, issu de son ancêtre Onchú mac Fáelán Taulchatait  Son père, Diarmait mac Domnall, s'empare de la royauté après la mort en 982 du cousin germain de son propre père, Bruatar mac Echtigern . Il semble qu'un certain modus vivendi ait été atteint entre les lignées rivales, puisque Áed mac Echtigern, le frère de Bruatar, lorsqu'il meurt en 993 est désigné comme  le  tánaise (héritier) d'Uí Cheinnselaig.

## Règne
Máel na mBó accéda à la royauté d'Uí Cheinnselaig probablement vers 997 peu après la mort de son père, bien que la liste des rois du Livre de Leinster – confuse pour cette époque  – omette de le mentionner lui et plusieurs de ses successeurs. Son surnom Máel na mBó (serviteur du bétail), peut refléter son appétence pour l'accumulation de tribut en  bétail. Il joue un rôle important dans le mainmise de la lignée Síl nOnchon sur le royauté d'Uí Chennselaig et il est de ce fait à l'origine de la famille Mac Murchada.
Peu après son avènement, Máel na mBó doit faire face à un conflit au sein de la lignée de Síl nOnchon. En 1003, il tue l'un de ses principaux rivaux  Áed, le rígdamna  (éligible à la royauté), qui est vraisemblablement le fils du tánaise (héritier présomptif), Áed mac Echtigern, mort dix ans plus tôt.  La violation de « l'oratoire 
de Ferna Mór Maedóc » à l'occasion du meurtre de ce rival est relevée par les annalistes . Máel na mBó est lui-même tué en 1006 « par ses propres parents » . Il devait etre encore un homme jeune et bien que ses assassins ne soient pas identifiés, il est probable qu'il s'agisse d'une faide initiée par les membres de la famille d'Áed.

## Succession
Sa mort ouvre une période confuse dans la succession royale d'Uí Chennselaig, qui est contrôlée pendant un certain temps, 
par le sept Uí Muiredaig issu des Uí Dúnlainge en la personne de Máel Morda mac Lorcáin (mort en 1024)
et de son parent Tadg mac Lorcáin (mort en 1030). Les fils de Máel na mBó, Domnall Remar et plus particulièrement Diarmait, ne réapparaissent que dans la décennie 1030; ce dernier, est l'ancêtre des rois postérieurs du Leinster.

## Union et postérité
Máel na mBó  épouse Aífe, fille de Donnchad mac Gilla Pátraic, roi d'Osraige qui lui donne au moins deux filsː
- Domnall Remar tué en 1041 par les « Hommes de Laigin » [7]  lui même père de Donnchad mac Domnaill Remair,
- Diarmait (mort en 1072), généralement appelé Mac Máel na mBó [8] .